# Ủy hội Thế vận Việt Nam
Ủy hội Thế vận Việt Nam (tiếng Anh: Vietnam Olympic Committee, viết tắt VOC), là Ủy ban Olympic quốc gia của Quốc gia Việt Nam và Việt Nam Cộng hòa. Ủy ban này tham gia Thế vận hội Mùa hè dưới danh nghĩa Việt Nam từ năm 1952 đến năm 1972. Trước đây từng là thành viên của Ủy ban Olympic quốc gia được Ủy ban Olympic Quốc tế công nhận. Trụ sở chính đặt tại thủ đô Sài Gòn của Việt Nam Cộng hòa. Ủy hội Thế vận Việt Nam chính thức bị giải thể sau biến cố 30 tháng 4 năm 1975.

## Lịch sử

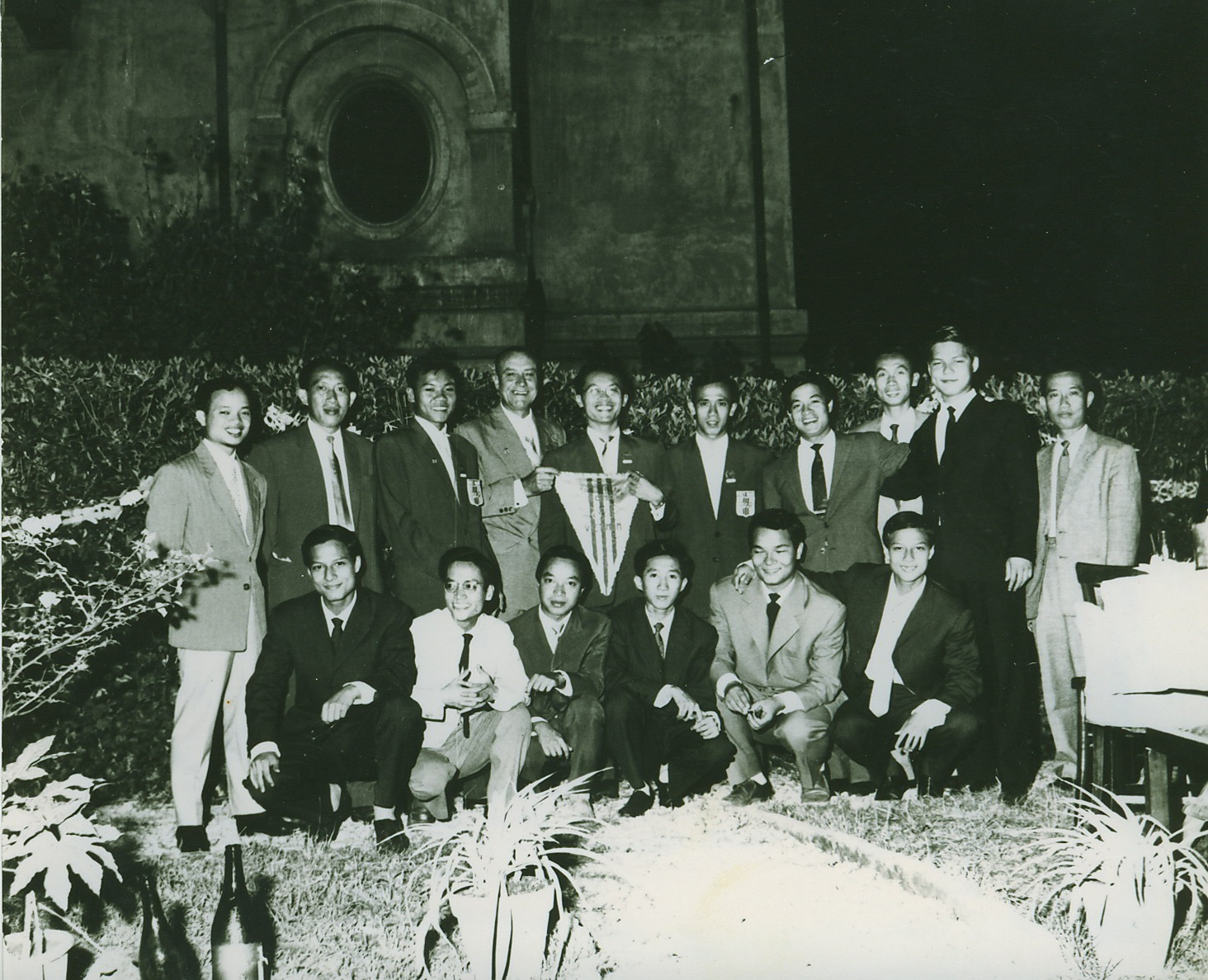
Đoàn Việt Nam Cộng hòa tham dự Thế vận hội Roma năm 1960.

Ủy hội Thế vận Việt Nam được thành lập vào ngày 25 tháng 11 năm 1951. Cùng năm đó, Việt Nam đã nộp đơn xin gia nhập Ủy ban Olympic Quốc tế và nhanh chóng được chấp thuận là thành viên chính thức. Nam Việt Nam tham gia Thế vận hội dưới danh nghĩa "Việt Nam". Quốc gia Việt Nam lần đầu tiên cử đoàn Olympic đến dự Thế vận hội Helsinki năm 1952. 
Sau khi thành lập Việt Nam Cộng hòa vào ngày 26 tháng 10 năm 1955, chính thể này đã kế thừa ghế của Quốc gia Việt Nam tại Ủy ban Olympic Quốc tế. Từ năm 1952 đến năm 1972, 39 vận động viên Việt Nam Cộng hòa, bao gồm hai phụ nữ, đã tham gia Thế vận hội Mùa hè, từ bỏ tham gia Thế vận hội Mùa đông và không giành được huy chương nào.

## Thành viên
Thành viên trẻ nhất của đội tuyển Ủy hội Thế vận Việt Nam là vận động viên bơi lội Nguyễn Đình Lê vào năm 1964, khi mới 15 tuổi. Thành viên lớn tuổi nhất là vận động viên bắn súng Hồ Minh Thu, tham gia năm 1972, lúc đó 43 tuổi.

## Chủ tịch
| Tên gọi           | Nhiệm kỳ    | Ghi chú   |
| ----------------- | ----------- | --------- |
| Nguyễn Phước Vọng | 1951 – 197? |           |
| Đinh Văn Ngọc     | 197? – 1975 | cuối cùng |

## Thành tích

### Thế vận hội Mùa hè
| Sự kiện               | Số lượng | Huy chương vàng | Huy chương bạc | Huy chương đồng | Tổng sắp | Xếp hạng |
| Helsinki 1952         | 8        | 0               | 0              | 0               | 0        | –        |
| Melbourne 1956        | 6        | 0               | 0              | 0               | 0        | –        |
| Roma 1960             | 3        | 0               | 0              | 0               | 0        | –        |
| Tokyo 1964            | 16       | 0               | 0              | 0               | 0        | –        |
| Thành phố México 1968 | 9        | 0               | 0              | 0               | 0        | –        |
| München 1972          | 2        | 0               | 0              | 0               | 0        | –        |
| Tổng sắp              | Tổng sắp | 0               | 0              | 0               | 0        | –        |